# Houston Oilers 1981
La stagione 1981 degli Houston Oilers è stata la 12ª della franchigia nella National Football League, la 22ª complessiva. Il popolare allenatore Bum Phillips fu licenziato prima dell'inizio della stagione per non essere riuscito a raggiungere il Super Bowl, venendo sostituito da Ed Biles. I problemi difensivi degli Oilers tuttavia li fecero terminare con un deludente record di 7-9, mentre Earl Campbell, malgrado fosse stato rallentato dagli infortuni, corse 1.376 yard.

## Scelte nel Draft 1981
| Scelte degli Oilers nel Draft 1981 |        |                 |                  |                      |
| Giro                               | Scelta | Giocatore       | Ruolo            | College              |
| 3                                  | 79     | Mike Holston    | Wide receiver    | Morgan State         |
| 4                                  | 106    | Nick Eyre       | Offensive tackle | BYU                  |
| 5                                  | 133    | Delbert Fowler  | Linebacker       | West Virginia        |
| 6                                  | 159    | Bill Kay        | Defensive back   | Purdue               |
| 7                                  | 193    | Don Washington  | Defensive back   | Texas A&M–Kingsville |
| 8                                  | 217    | Willie Tullis   | Defensive back   | Troy                 |
| 9                                  | 243    | Avon Riley      | Linebacker       | UCLA                 |
| 10                                 | 270    | Larry Jones     | Running back     | Colorado State       |
| 11                                 | 297    | Claude Matthews | Guardia          | Auburn               |
| 12                                 | 324    | Bill Capece     | Placekicker      | Florida State        |

## Roster
| Roster degli Houston Oilers nel 1981 |
| --- |
| Quarterback - 14 Gifford Nielsen - 8 John Reaves - 12 Ken Stabler Running Back - 39 Adger Armstrong - 34 Earl Campbell - 45 Tim Wilson FB Wide Receiver - 11 Harold Bailey - 84 Mike Holston - 82 Mike Renfro - 85 Carl Roaches - 83 Tim Smith Tight End - 86 Mike Barber - 87 Dave Casper Offensive Linemen - 58 David Carter C/G - 66 Greg Davidson C - 77 Angelo Fields T - 60 Ed Fisher G - 74 Leon Gray T - 55 Carl Mauck C - 62 John Schuhmacher G - 76 Morris Towns T Defensive Linemen - 75 Jesse Baker DE - 65 Elvin Bethea DE - 69 Andy Dorris DE - 71 Ken Kennard NT - 90 Daryle Skaugstad DT - 67 Mike Stensrud DE Linebacker - 54 Gregg Bingham ILB - 52 Robert Brazile OLB - 57 John Corker OLB - 50 Daryl Hunt ILB - 53 Avon Riley OLB - 56 Art Stringer ILB - 51 Ted Thompson ILB - 59 Ted Washington OLB Defensive Back - 36 Carter Hartwig CB/FS - 22 Bill Kay - 32 Vernon Perry SS - 37 Mike Reinfeldt FS - 27 Greg Stemrick CB - 33 J.C. Wilson CB Special Team - 16 Toni Fritsch K - 18 Cliff Parsley P |
| Legenda - I rookie sono in corsivo. - Il primo ruolo è il principale mentre gli eventuali successivi indicano i ruoli secondari. - (IR) sta per Injured Reserve ed indica la lista ristretta per un solo giocatore infortunato che può tornare ad allenarsi dopo la settimana 6 e a rientrare in prima squadra dopo che questa ha giocato 8 partite. - (NF-Inj.) / (NF-Ill.) stanno rispettivamente per Non-Football Injured e Non-Football Illness ed indicano le liste dove viene inserito un giocatore che ha un infortunio o una malattia non dipendente dal football americano. - (PUP) sta per Physically Unable to Perform ed indica la lista dove viene inserito un giocatore mentre è in attesa di recuperare la condizione fisica. Nella stagione regolare dopo la sesta partita giocata dalla propria squadra, il giocatore ha tempo tre settimane per riprendere ad allenarsi, più tre settimane aggiuntive dal suo rientro agli allenamenti per rientrare in prima squadra.                                     |

Fonte:

## Calendario

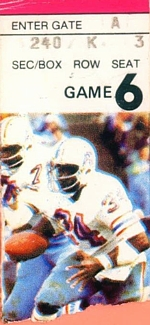
Una biglietto per una gara dell'ottobre 1981 tra Oilers e Pittsburgh Steelers

| Stagione regolare |                         |           |
| Turno             | Avversario              | Risultato |
| 1                 | at Los Angeles Rams     | V 27–20   |
| 2                 | at Cleveland Browns     | V 9–3     |
| 3                 | Miami Dolphins          | S 16–10   |
| 4                 | at New York Jets        | S 33–17   |
| 5                 | Cincinnati Bengals      | V 17–10   |
| 6                 | Seattle Seahawks        | V 35–17   |
| 7                 | at New England Patriots | S 38–10   |
| 8                 | at Pittsburgh Steelers  | S 26–13   |
| 9                 | at Cincinnati Bengals   | S 34–21   |
| 10                | Oakland Raiders         | V 17–16   |
| 11                | at Kansas City Chiefs   | S 23–10   |
| 12                | New Orleans Saints      | S 27–24   |
| 13                | Atlanta Falcons         | S 31–27   |
| 14                | Cleveland Browns        | V 17–13   |
| 15                | at San Francisco 49ers  | S 28–6    |
| 16                | Pittsburgh Steelers     | V 21–20   |

## Classifiche
| AFC Central           | AFC Central | AFC Central | AFC Central | AFC Central | AFC Central | AFC Central | AFC Central | AFC Central | AFC Central |
|                       | V           | S           | P           | %           | DIV         | CONF        | PF          | PS          | Str.        |
| --------------------- | ----------- | ----------- | ----------- | ----------- | ----------- | ----------- | ----------- | ----------- | ----------- |
| Cincinnati Bengals(1) | 12          | 4           | 0           | .750        | 4–2         | 10–2        | 421         | 304         | V2          |
| Pittsburgh Steelers   | 8           | 8           | 0           | .500        | 3–3         | 5–7         | 356         | 297         | S3          |
| Houston Oilers        | 7           | 9           | 0           | .438        | 4–2         | 6–6         | 281         | 355         | V1          |
| Cleveland Browns      | 5           | 11          | 0           | .313        | 1–5         | 2–10        | 276         | 375         | S5          |